# Байи де Монтион, Франсуа Жедеон
Франсуа Гидеон Байи де Монтион (27 января 1776, Сен-Дени, Реюньон — 7 сентября 1850, Париж) — французский военачальник, дивизионный генерал, сделавший карьеру в штабе армии, многолетний помощник начальника штаба маршала Бертье.

## Биография
Дворянин, родился на острове Реюньон в Индийском океане, который был тогда французской колонией и назывался остров Бурбон, в честь правившей во Франции династии. В 1793 году, в день своего восемнадцатилетия, поступил в революционную армию. Вскоре, в связи с якобинским террором, попал под подозрение как дворянин, но якобинцы сами скоро оказались на гильотине, а молодой лейтенант доказал свою преданность революции, сражаясь против сторонников короля, восставших в Вандее. В ходе кровопролитных войн революции Байи де Монтион сражался в обер-офицерских чинах во многих армиях Франции, пока в 1805 году не оказался в Генеральном штабе, с которым была связана его дальнейшая карьера.
Байи де Монтион участвует во всех основных сражениях в 1805 году в Австрии и в 1807 году в Восточной Пруссии. В 1807 года он — помощник маршала Бертье. В 1808 году отправился в Испанию, где возглавлял штаб маршала Мюрата, занявшего Мадрид. Произведён в бригадные генералы, сделан бароном Империи.
В кампанию 1809 года вновь исполняет обязанности помощника Бертье в штабе главной армии. В сражении при Ваграме под ним убило трёх лошадей. Пожалован Наполеоном в графы Империи (менее, чем через год после того, как стал бароном).
В 1812 году во время похода в Россию, Байи де Монтион — снова помощник начальника главного штаба Великой армии. В конце 1812 года произведен в дивизионные генералы. В 1813-14 годах в ходе военных действий в Германии и во Франции — на той же должности. При возвращении Бурбонов стал шевалье ордена Святого Людовика, но, по возвращении Наполеона из ссылки с острова Эльба, присоединился к нему.

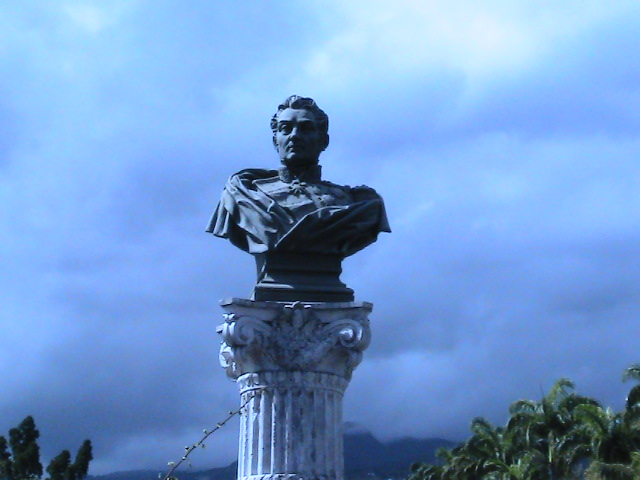
Бюст генерала Байи де Монтиона на острове Реюньон.

В кампании 1815 году начальником штаба, в виду смерти маршала Бертье, был сделан маршал Сульт, давно не имевший практики штабной работы, а его помощником стал Байи де Монтион. Работа этого тандема во главе штаба армии в Бельгии оценивается историками довольно низко. Тем не менее, Байи де Монтион проявил личную храбрость, был ранен в сражении при Ватерлоо. В годы Второй Реставрации Бурбонов первоначально не служил, но уже с 1818 года снова служит в штабе. В годы правления Луи-Филиппа пожалован Большим Крестом ордена Почётного легиона и занимал военно-административные должности.
Имя генерала Байи де Монтиона выбито на западной стене парижской Триумфальной Арки. В родном городе генерала — Сен-Дени на острове Реюньон — ему установлен бюст.
Единственная дочь генерала, Зоя (1820—1893) была замужем за дивизионным генералом Второй империи Шарлем Пьером Пажолем (1812—1891), сыном дивизионного генерала Первой империи Пьера Клода Пажоля.